# Lacerta
Lacerta o el Lagarto es una de las 88 constelaciones reconocidas por la Unión Astronómica Internacional. Está situada a unos 20 grados al este de Deneb (α Cygni). El cuerpo del lagarto va en dirección norte-sur. Fue recogida en el atlas de Hevelius en 1690.

## Observación
Su forma es bastante pequeña, pero las estrellas que la constituyen son débiles. Por lo tanto, es necesario tener buenas condiciones de visibilidad para descubrirla.
- La constelación se encuentra al sur del eje Casiopea-Deneb de Cygni.
- La constelación se encuentra en la prolongación de la cadena de Andrómeda, y el límite entre estos dos grupos no es muy fácil de establecer.

## Características destacables

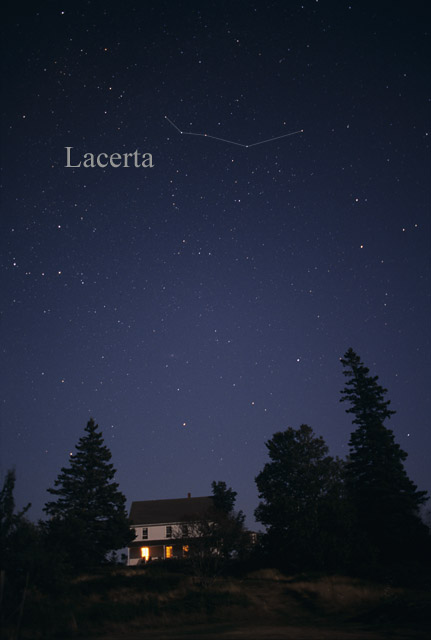
Constelación de Lacerta

Solo una estrella en la constelación, α Lacertae, tiene magnitud visual inferior a 4. Esta es una estrella blanca de la secuencia principal de tipo A1V, significativamente más caliente que el Sol, ya que su temperatura superficial es de 9333 K. Es casi idéntica a Sirio, pero se encuentra doce veces más lejos que esta, pues α Lacertae está a 102 años luz.
La segunda estrella más brillante de Lacerta no tiene denominación de Bayer. Conocida por su denominación de Flamsteed, 1 Lacertae es una distante gigante anaranjada de tipo K3 con una luminosidad 1453 veces superior a la luminosidad solar, por lo que también es catalogada como posible gigante luminosa. Tiene un radio 69 veces más grande que el del Sol.
Le sigue en brillo 5 Lacertae, una binaria espectroscópica de largo período —41,95 años— que ha podido ser resuelta por interferometría de moteado. Componen el sistema una fría gigante roja de tipo espectral K9Ia y una estrella caliente de la secuencia principal de tipo B2V.
Por su parte, β Lacertae es una gigante amarilla de tipo espectral G9III con una temperatura efectiva de 4710 K.
Entre las variables de la constelación se encuentra EW Lacertae, una de las estrellas Be más complejas y más observadas.
De tipo espectral B3IIIpe, es una variable eruptiva del tipo Gamma Cassiopeiae que experimenta pérdida de masa desde su zona ecuatorial, consecuencia de su elevadísima velocidad de rotación.
Otra variable de interés es GL Lacertae, llamada también Estrella de Babcock, una estrella de tipo A0p que tiene el mayor campo magnético estelar conocido (34 000 gauss).
Muy diferente es EV Lacertae, enana roja a 16,5 años luz y una de las estrellas fulgurantes más estudiadas, ya que es extraordinariamente activa.  En 2008, astrónomos de la NASA detectaron a través del satélite Swift una enorme llamarada en esta estrella; dicha llamarada fue miles de veces más potente que la mayor observada hasta ahora en el Sol.
En Lacerta se pueden observar los cúmulos abiertos NGC 7209 y NGC 7243. El primero consta de unas 150 estrellas, entre ellas la binaria eclipsante SS Lacertae.
El segundo es un cúmulo joven —con una edad aproximada de 250 millones de años— que se encuentra a 2230 años luz de la Tierra.
IC 5217 es una nebulosa planetaria de doble capa, simétrica respecto a un único punto con una cintura muy estrecha; consta de un anillo ecuatorial brillante y lóbulos bipolares abiertos. Su estrella central alcanza una temperatura de 95 000 K.
IRAS 22272+5435 es una protonebulosa planetaria, una de las más frías dentro de su clase, asociada a la supergigante de tipo G5 V354 Lacertae; posee un exceso de carbono y elementos del proceso-s en su atmósfera.
Por otra parte, BL Lacertae es el prototipo de los objetos BL Lacertae, que son núcleos variables de galaxias elípticas similares a los cuásares. Se caracterizan por una variabilidad rápida y de gran amplitud, así como por una polarización óptica significativa. Debido a estas propiedades, BL Lacertae fue originalmente clasificado como estrella variable.

## Estrellas principales

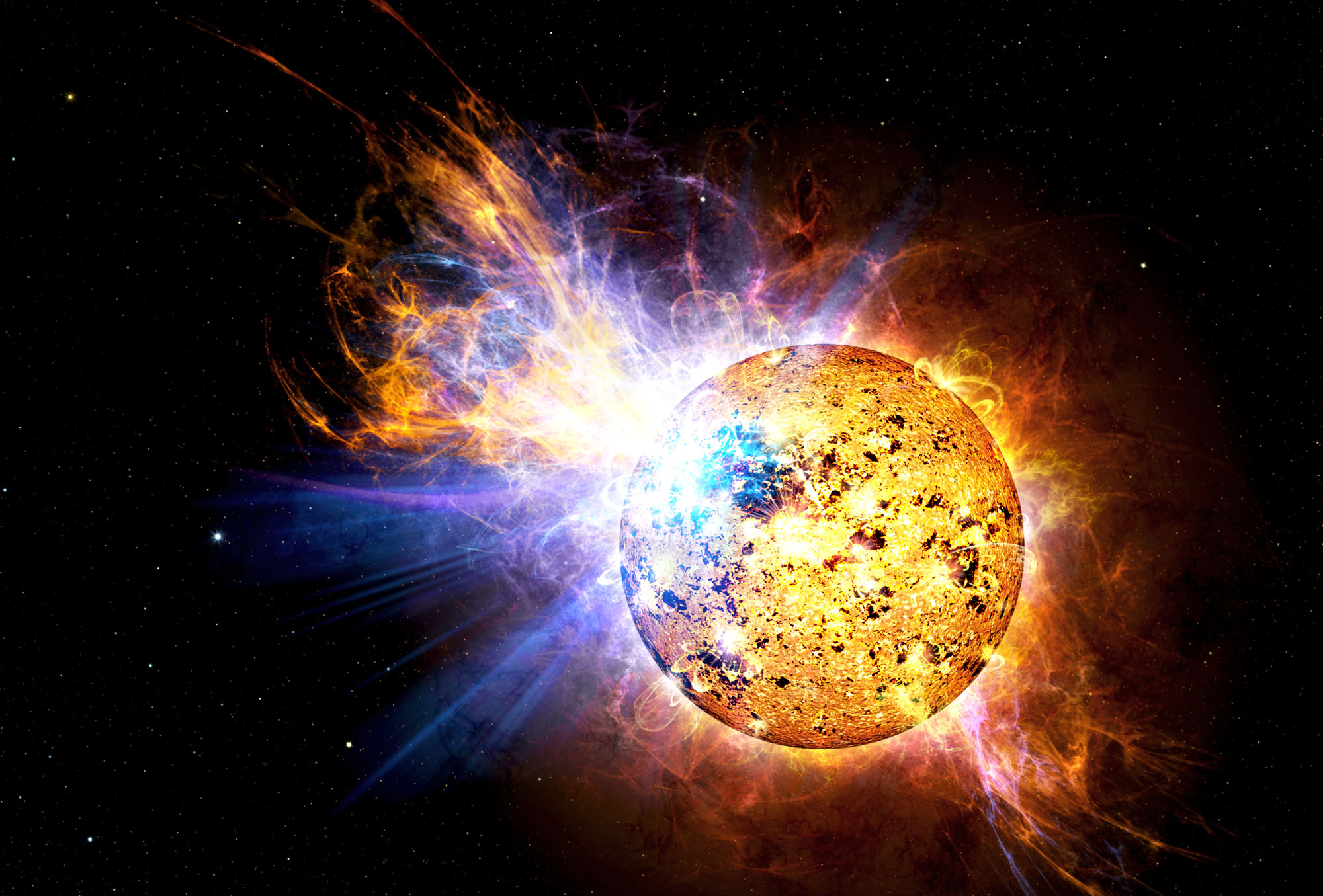
Impresión artística de la enorme llamarada acaecida en 2008 en EV Lacertae.

- α Lacertae, la estrella más brillante de magnitud +3,8 y color blanco, a 102 años luz de distancia.[19]
- β Lacertae, en la punta de arriba del lagarto, sólo la cuarta estrella más brillante, de magnitud 4,4 y color amarillo-naranja.[20]
- 1 Lacertae, en el extremo inferior de la figura, la segunda estrella más brillante con magnitud 4,1.
- 2 Lacertae, variable elipsoidal rotante de magnitud 4,55.
- 5 Lacertae (V412 Lacertae), distante sistema estelar compuesto por una gigante roja y una estrella caliente. De magnitud 4,34 es la tercera estrella más brillante de la constelación.
- 9 Lacertae, subgigante blanca de magnitud 4,65.
- 10 Lacertae, de magnitud 4,88, estrella azul 26 800 veces más luminosa que el Sol que se encuentra a unos 1000 años luz.
- 12 Lacertae (DD Lacertae), estrella variable Beta Cephei de magnitud media 5,25.
- Z Lacertae y RR Lacertae, ambas variables cefeidas; el brillo de la primera varía entre +7,88 y +8,93 a lo largo de un período de 10,8856 días.
- RW Lacertae, binaria eclipsante formada por dos estrellas semejantes al Sol.
- AR Lacertae, de magnitud 6,09, es una de las variables RS Canum Venaticorum más brillantes del cielo.
- CM Lacertae, binaria eclipsante de magnitud 8,18.
- EV Lacertae, enana roja y estrella fulgurante a 16,5 años luz del sistema solar.
- EW Lacertae, una de las estrellas Be más complejas y mejor estudiadas, situada a unos 1100 años luz.
- Estrella de Babcock (GL Lacertae), estrella con el mayor campo magnético conocido.[21][22]
- V364 Lacertae, binaria eclipsante formada por dos estrellas Am.
- V424 Lacertae, supergigante roja y variable irregular.
- ADS 16402, estrella binaria, cuya componente secundaria tiene un planeta extrasolar (HAT-P-1b)..[23]

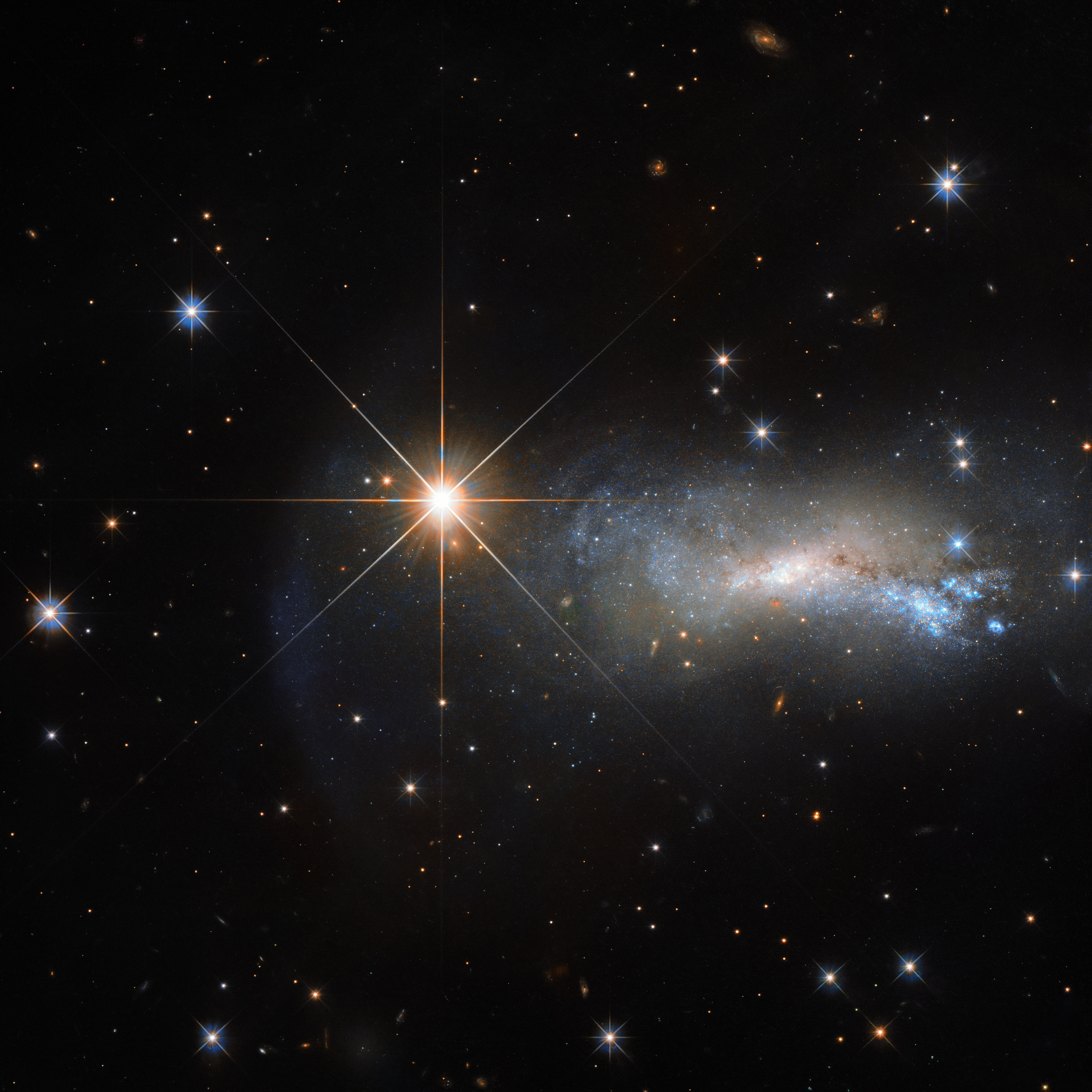
Galaxia NGC 7250 (derecha) y estrella TYC 3203-450-1 (izquierda)

## Objetos de cielo profundo
- Galaxia BL Lacertae, de magnitud 13, prototipo de un tipo de galaxias (objetos BL Lac) que emiten gran cantidad de energía.[20]
- Cúmulo abierto NGC 7209, de magnitud 6,7 a 2900 años luz de nosotros, tiene unos 300 millones de años de edad.
- Cúmulo abierto NGC 7243, con una extensión de 20 arcmin y magnitud 6,4 se encuentra a 2900 años luz.[20]
- NGC 7250, galaxia irregular.
- NGC 7265, galaxia elíptica de magnitud 12,2 situada 2° al sureste de 1 Lacertae; es la más brillante de un triplete de galaxias.

## Historia
Antes de que Johannes Hevelius adoptara el nombre de Lacerta, otros nombres se propusieron para esta parte del cielo. Entre ellos Sceptrum et Manus Iustitiae (Cetro y mano de la Justicia) y Honores de Federico, en alusión a Federico el Grande de Prusia.  Los otros nombres han decaído y Lacerta es el que ha sobrevivido. Siendo una constelación moderna, no está asociada a ninguna leyenda antigua.

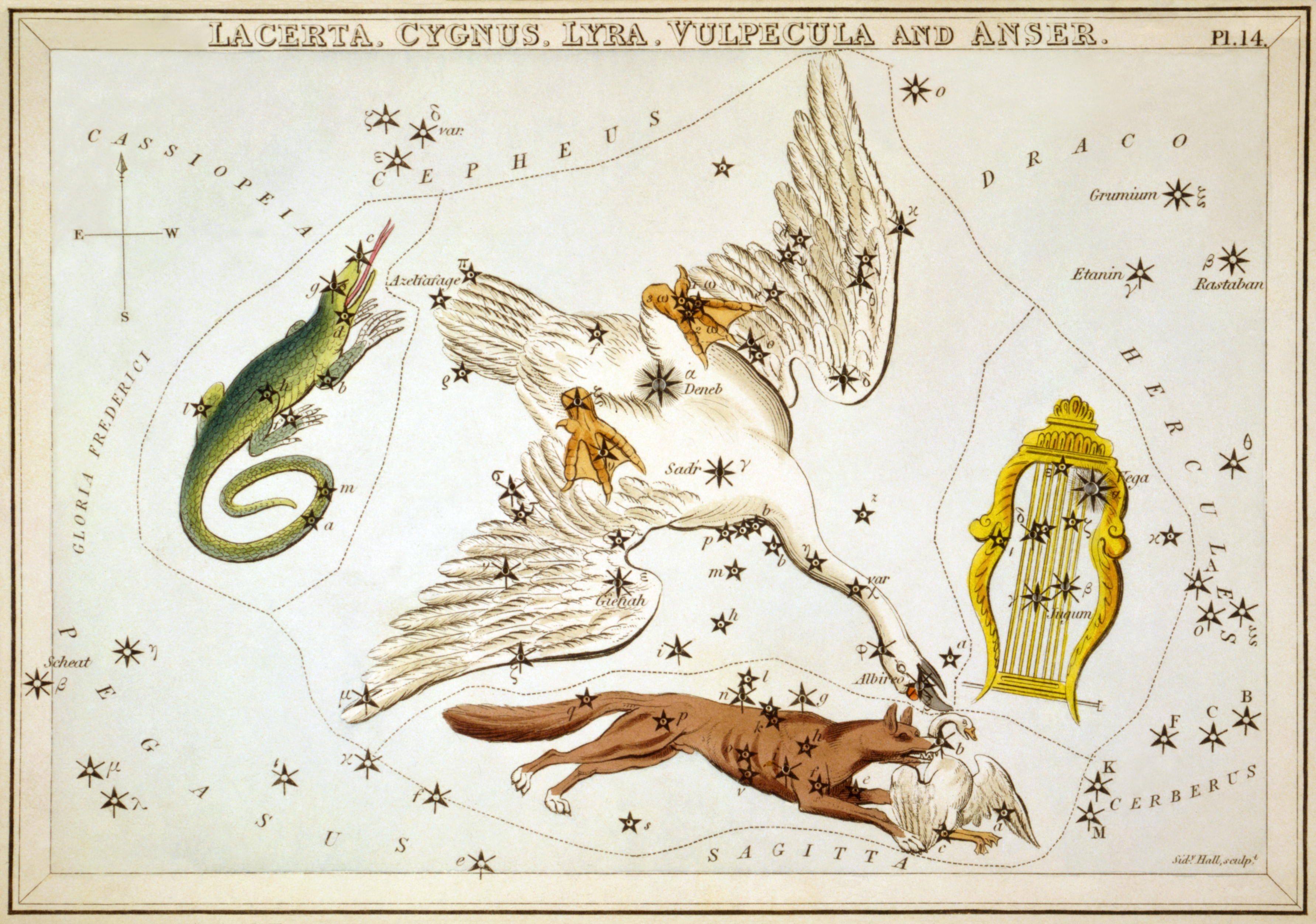
Se puede ver la constelación Lacerta a la izquierda de este mapa de las estrellas de 1825 que aparece en Urania's Mirror

## Equivalentes
Aunque no están incluidas en los antiguos mapas estelares de Europa y Oriente Próximo, las estrellas de Lacerta, junto con algunas de la porción oriental de Cygnus, fueron combinadas casualmente por los primeros astrónomos chinos en su "Serpiente voladora".